# Concepción (Santa Cruz)
Concepción ist eine Kleinstadt im Departamento Santa Cruz im Tiefland des südamerikanischen Anden-Staates Bolivien.

## Lage im Nahraum
Concepción ist zentraler Ort des Municipios Concepción und Hauptstadt der Provinz Ñuflo de Chávez und liegt auf einer Höhe von 500 m etwa 250 Kilometer nordöstlich der Hauptstadt des Departamentos, Santa Cruz de la Sierra.
Concepción liegt an der Laguna Zapocó (auch: Represa Zapocó), einem etwa vier Kilometer langen See im Westen der Stadt.

## Geschichte
Concepción wurde 1699 von Jesuiten gegründet und diente als Missionsdorf zur Katholisierung der Chiquito-Indianer. 1722 wurde das Dorf an seinen heutigen Platz verlegt und hatte im Jahr 1745 etwa 2000 Einwohner aus Stämmen der Punasicas, Boococas, Tubasicas, Paicones, Puyzocas, Quimonecas, Quitemos, Napecas, Paunacas und Tapacuracas.
Zwischen 1753 und 1756 wurde die Kirche der Jesuitenreduktion gebaut, seit 1951 Kathedrale des Apostolischen Vikariats Ñuflo de Chávez, die seit 1990 zum UNESCO-Weltkulturerbe gehört. Im Jahre 1766 wohnten in Concepción 713 Familien mit 3276 Personen. Als 1767 der Jesuitenorden durch den spanischen König Karl III. verboten wurde und das Dorf in weltliche Hände übergeben wurde, flohen viele Bewohner in die Wälder. In den folgenden eineinhalb Jahrhunderten verringerte sich die Bevölkerungszahl weiter deutlich durch Seuchen und Hungersnöte und gegen Ende des 19. Jahrhunderts durch Verschleppung der indigenen Bevölkerung in die Gummibaum-Plantagen.

## Klima
Das Klima der Region ist ein semi-humides Klima der warmen Tropen. Die monatlichen Durchschnittstemperaturen schwanken im Jahresverlauf nur geringfügig zwischen 21 °C im Juni/Juli und 26,6 °C im Oktober, wobei sie zwischen September und März fast konstant zwischen 25 und 26 °C liegen. Das Temperatur-Jahresmittel beträgt 24,3 °C.
Die jährliche Niederschlagsmenge liegt im langjährigen Mittel bei 1168 mm. Drei Viertel des Niederschlags fallen in der Feuchtezeit von September bis März, während in den ariden Monaten Juni, Juli und August in der Trockenzeit weniger als 40 mm pro Monat fallen.

## Verkehrsnetz
Concepción liegt in einer Entfernung von 288 Straßenkilometern nordöstlich von Santa Cruz, der Hauptstadt des Departamentos.
Von Santa Cruz aus führt die Nationalstraße Ruta 4 in nördlicher Richtung über die Städte Warnes und Montero 58 Kilometer nach Guabirá, wo sie auf die Ruta 10 trifft, die nach Nordosten den Río Grande überquert. Nach weiteren 71 Kilometern vereinigt sich in der Ortschaft Los Troncos die Ruta 10 mit der Ruta 9, und gemeinsam führen die beiden Straßen 56 Kilometer nach Norden bis zur Stadt San Ramón. Hier trennen sich die beiden Straßen wieder und es sind noch einmal 103 weitere Kilometer über San Javier, bis die Ruta 10 Concepción erreicht und von hier weiter bis San Matías an der brasilianischen Grenze führt.
Innerhalb der Stadt, von Wohngebieten umgeben, liegt der Flugplatz Concepción, der über ein unbefestigtes Rollfeld von 1900 m Länge verfügt (IATA-Flughafen-Code CEP).

## Bevölkerung
Die Einwohnerzahl der Stadt ist in den vergangenen Jahrzehnten stark angestiegen:
| Jahr | Einwohner | Quelle       |
| ---- | --------- | ------------ |
| 1969 | ca. 1100  | Schätzung    |
| 1992 | 3228      | Volkszählung |
| 2001 | 5586      | Volkszählung |
| 2012 | 9868      | Volkszählung |
| 2024 |           | Volkszählung |

## Söhne und Töchter der Stadt
- Hugo Banzer Suárez (1926–2002), bolivianischer Präsident 1971–1978 und 1997–2002
- Aurelio Pesoa Ribera (* 1962), Apostolischer Vikar von El Beni o Beni

## UNESCO-Welterbe
Die Stadt ist bekannt durch eine der Jesuitenreduktionen der Chiquitos, die im Jahr 1990 zum UNESCO-Welterbe erklärt wurden.